# دقيانوس
جايوس ميسيوس كوينتوس تراجانوس دَقْيَانُوسُ (حوالَيْ 201 - يونيو 251)، إمبراطور روماني، حكم ما بين سنة 249 و 251. وشاركه ابنه في الحكم في آخر سنينه، حتى قتلا معًا في معركة أبريتاس.

## اضطهاد المسيحيين
استغل الإمبراطور «دقيانوس» العداء الشعبي للمسيحيين كوسيله لتوحيد الإمبراطورية اصدر مرسوم لقمع المسيحية في وقت مبكر من 250 ليبدأ اضطهاد دقيانوس الشهير للمسيحيين حين أصبح الاضطهاد على المستويين معا السياسى والشعبي. دافع آخر لهذا الاضطهاد آراء دقيانوس الدينية والاعتزاز بامبراطوريته.
كان دقيانوس من الرومان التقليديين يرغب باستعادة المجد القديم في روما. ومع ذلك، فقد كانت هناك عدة عوامل لكسوف هذه الفرحة: عمليات التوغل البربرية للإمبراطورية أصبحت أكثر وأكثر جرأة، والتقاليد القديمة التي كانت منسية، وكانت الإمبراطورية تواجه أزمة اقتصادية خطيرة.
للرومان التقليديين مثل دقيانوس، فإنه يبدو من الواضح أن هذه المشاكل الناجمة، جزئيا، عن إهمال الشعب للآلهة القديمة. وقال إنها بحاجة إلى العودة إلى الدين القديم لاستعادة المجد القديم في روما؛ لذا جهد دقيانوس للقضاء على المسيحيين لأنهم كان يوميا يتحول المزيد والمزيد من الناس بعيدا عن ممارسات العبادة التقليدية، وبالتالي، ووفقا لآراء دقيانوس الدينية، وانتقال الآلهة اليومي بعيدا عن روما. وقد اتخذت التدابير الأولى التي تطالب بان الأساقفة وضباط من الكنيسة التضحية من أجل الإمبراطور، على سبيل أداء قسم الولاء التي اتخذها المسيحيين كهجوميه.
أصدرت شهادات لمن يستوفي ثنية المفوضين خلال اضطهاد المسيحيين في ظل الإمبراطور دقيانوس. ستة وأربعون شهادة قد تم نشرها، ويرجع تاريخها جميعا إلى 250، أربعة منهم من [oxyrhynchus]. من اوريليوس ديوجنيس Aurelius Diogenes بن ستابوس Stabus من قرية جزيرة إسكندر، ش72, بندبة على حاجبه الأيمن. لقد كنت أضحى دائماً للآلهة، وفعلت ذلك الآن في حضوركم طبقاً للمرسوم «لقد قمت بالتضحية وسكبت السكائب، وذبحت الذبائح. وألتمس أن تشهدوا بذلك والسلام».
مقدمها أوربليوس سيرس
أشهد أني رأيته يقدم ذبيحة"
أصبح اضطهاد المسيحيين على المستويين معا السياسي والشعبي

## مواضيع مرتبطة
- الأمبراطورية الرومانية
- قائمة الاباطره الرومان
- إمبراطور روماني
- اضطهاد المسيحيين